# القنب الهندي في غامبيا
القنب الهندي في غامبيا غير قانوني. ومن المعروف محلياً باسم يامبا أو ربطة عنق وهو المخدرات غير المشروعة الأكثر استخداما في البلاد.